# Antoine-Dieudonné Belle
Pour les articles homonymes, voir Belle.
Antoine-Dieudonné Belle, né le 8 décembre 1824 à Montlouis-sur-Loire et mort le 10 mars 1915 à Rouziers, est un homme politique français.

## Biographie

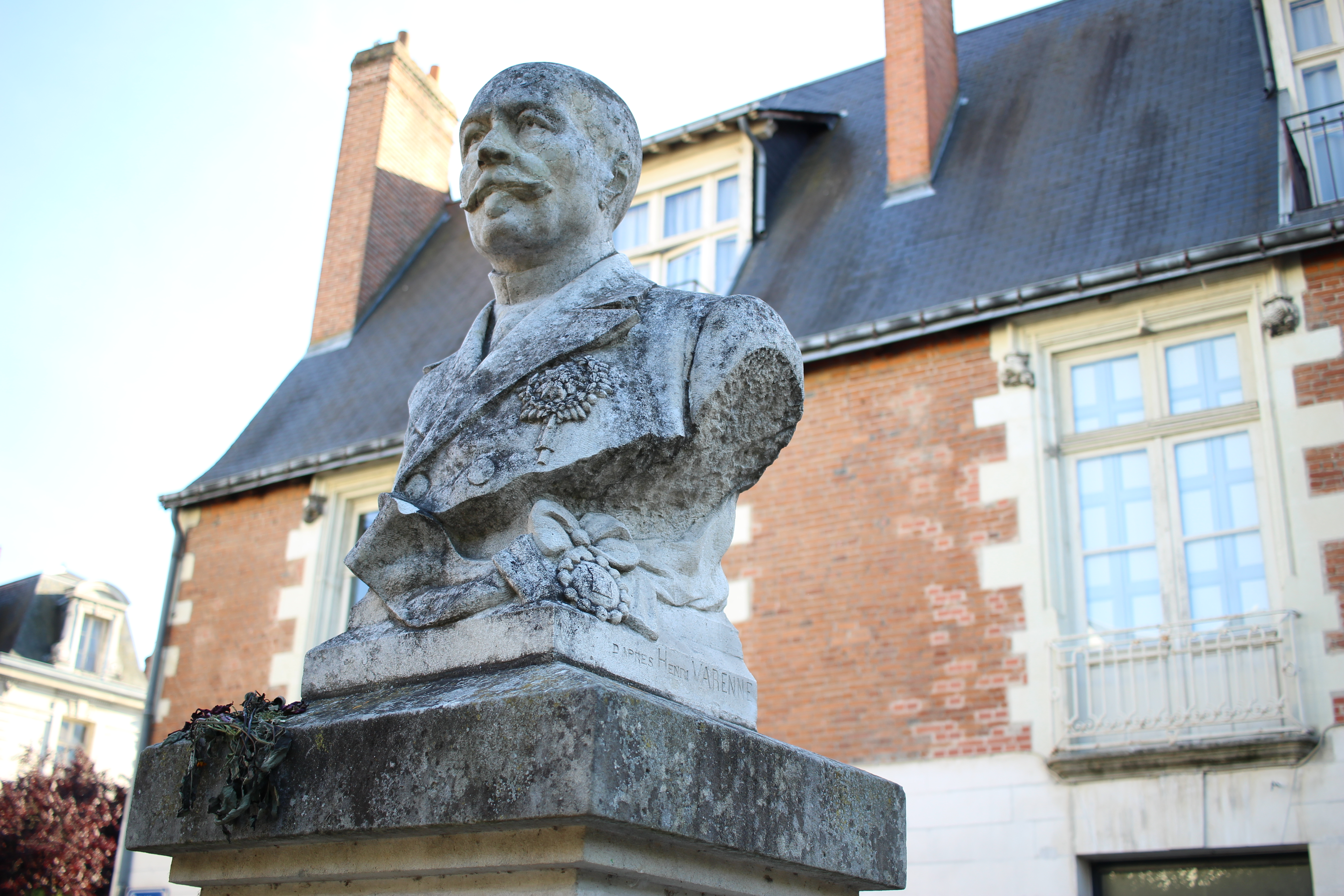
Buste d'Antoine-Dieudonné Belle, à Tours, par le sculpteur Henri Varenne.

Fils du notaire Louis Antoine Belle, maire de Montlouis, et de Marie Clémentine Berge, Antoine-Dieudonné Belle suit des études de droit, s'inscrit comme avocat au barreau de Tours, devient juge-suppléant au tribunal de cette ville jusqu'en 1866, date à laquelle il accepte les fonctions d'adjoint, et, partisan du régime impérial, appuie le plébiscite de 1870.
Engagé volontaire (il était marié) au moment de la guerre franco-allemande de 1870, il sert capitaine dans la mobile, et est nommé, l'année suivante, conseiller général, et en 1875, maire de Tours.
Il est député d'Indre-et-Loire de 1876 à 1889, et sénateur de 1894 à 1915. Lors de la crise du 16 mai 1877, il est l'un des députés signataires du manifeste des 363.
Conseiller général pour le canton de Tours-Sud de 1871 à 1886 puis pour celui de Neuillé-Pont-Pierre de 1900 à 1915, il préside le Conseil général d'Indre-et-Loire.

## Pour approfondir